# Oneworld

Logo

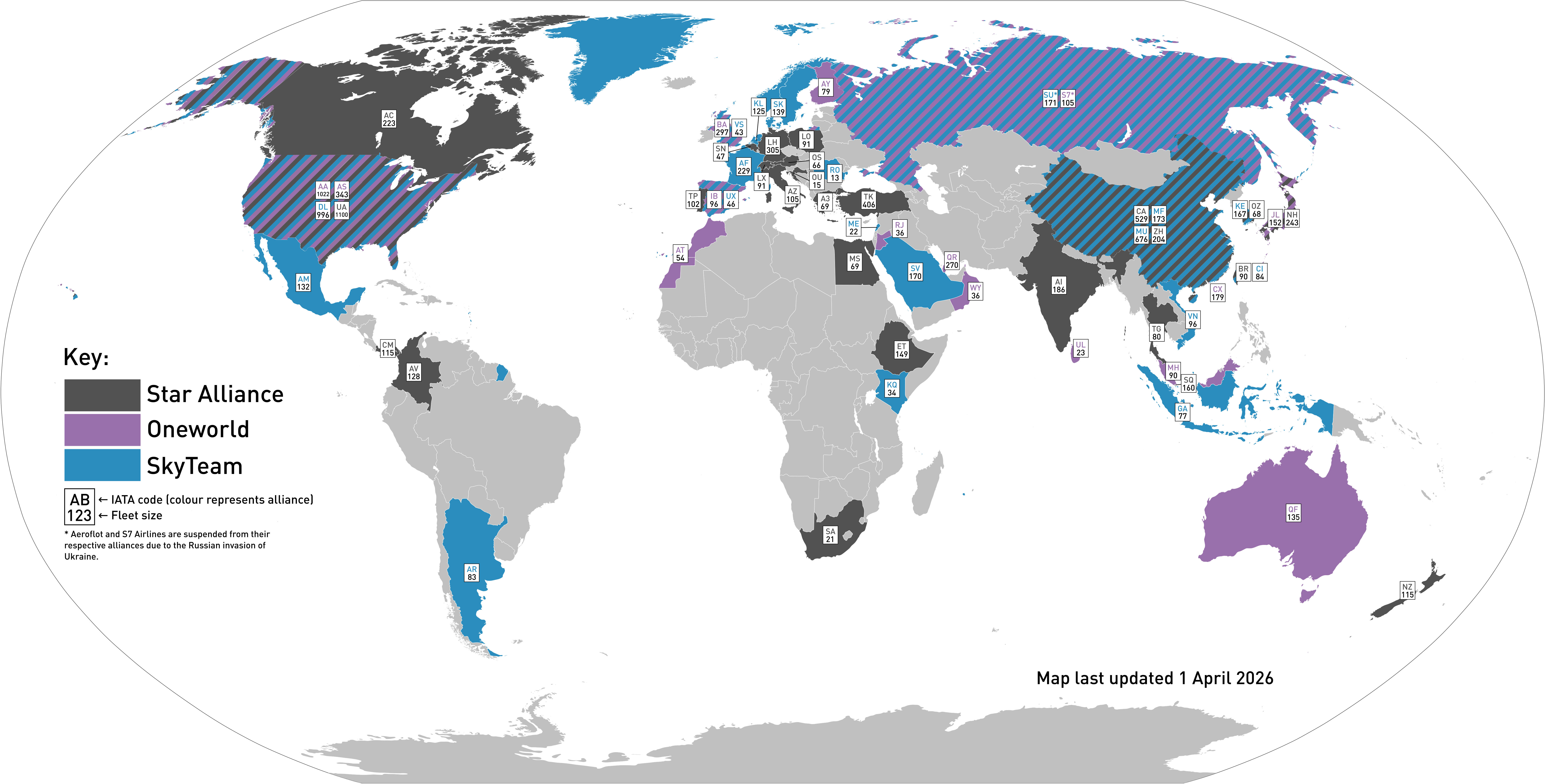
Le maggiori alleanze di compagnia aeree: in grigio scuro Star Alliance, in viola Oneworld, in azzurro SkyTeam. (Aprile 2025)

Oneworld è un'alleanza di compagnie aeree fondata il 1° febbraio 1999, da American Airlines, British Airways, Canadian Airlines, Cathay Pacific e Qantas.
Ha l'obiettivo di fornire un miglior servizio ai passeggeri con voli in coincidenza, tariffe agevolate e l'integrazione dei programmi a punti frequent flyer. Oneworld inoltre è stata votata per la quinta volta consecutiva "Migliore alleanza mondiale di compagnie aeree" nel corso del World's Travel Awards del 2007, riconfermandosi, poi, sempre per lo stesso premio nel 2010. Ha sede a New York negli Stati Uniti d'America.

## Compagnie aeree
A giugno 2025 l'alleanza Oneworld è formata da 15 compagnie aeree (full member airlines) e dalle relative affiliate (member affiliates):
| Member airline                     | Paese       | Ingresso         | Member affiliates              |
| ---------------------------------- | ----------- | ---------------- | ------------------------------ |
| Alaska Airlines                    | Stati Uniti | 31 maggio 2021   | Horizon Air SkyWest Airlines   |
| American Airlines Membro fondatore | Stati Uniti | 1 febbraio 1999  | Envoy                          |
| British Airways Membro fondatore   | Regno Unito | 1 febbraio 1999  | BA CityFlyer Comair Sun-Air    |
| Cathay Pacific Membro fondatore    | Hong Kong   | 1 febbraio 1999  | Dragonair                      |
| Fiji Airways                       | Figi        | 1 aprile 2025    | Fiji Link                      |
| Finnair                            | Finlandia   | 1 settembre 1999 | Nordic Regional Airlines       |
| Iberia                             | Spagna      | 1 settembre 1999 | Iberia Express Iberia Regional |
| Japan Airlines                     | Giappone    | 1 aprile 2007    | J-Air Japan Transocean Air     |
| Malaysia Airlines                  | Malaysia    | 1 febbraio 2013  | MASWings                       |
| Oman Air                           | Oman        | 30 giugno 2025   | —                              |
| Qantas Membro fondatore            | Australia   | 1 febbraio 1999  | Jetconnect QantasLink          |
| Qatar Airways                      | Qatar       | 30 ottobre 2013  | —                              |
| Royal Air Maroc                    | Marocco     | 1 aprile 2020    | Royal Air Maroc Express        |
| Royal Jordanian                    | Giordania   | 1 aprile 2007    | —                              |
| SriLankan Airlines                 | Sri Lanka   | 1 maggio 2014    | —                              |

## Membri del passato
| Member airline                     | Paese       | Ingresso         | Uscita          | Member affiliates                                                                                        | Note |
| ---------------------------------- | ----------- | ---------------- | --------------- | --- | --- |
| Aer Lingus                         | Irlanda     | 2000             | 2007            | — | Lasciò l'alleanza il 1º aprile 2007 per dedicarsi al mercato low cost. Dopo l'acquisizione da parte di IAG ne è previsto il rientro.       |
| Air Berlin                         | Germania    | 20 marzo 2012    | 28 ottobre 2017 | Niki | Cessò le operazioni di volo il 28 ottobre 2017 per problemi finanziari. Niki è stata acquistata da Lufthansa, membro Star Alliance         |
| Canadian Airlines Membro fondatore | Canada      | 1 febbraio 1999  | 1 giugno 2000   | Air Atlantic Calm Air Canadian North Canadian Regional Airlines Inter-Canadien                           | Lasciò l'alleanza nel 2000, perché venne acquistata da Air Canada, membro di Star Alliance.                                                |
| LATAM Airlines                     | Cile        | 1 giugno 2000    | 1 maggio 2020   | LATAM Airlines Argentina LATAM Airlines Brasil LATAM Airlines Colombia LATAM Airlines Perú LATAM Express | Lasciò l'alleanza per l'acquisizione del 20% delle sue quote da parte di Delta Air Lines, membro di SkyTeam.                               |
| Malev                              | Ungheria    | 29 marzo 2007    | 3 febbraio 2012 | — | Cessò le operazioni nel febbraio 2012 per problemi finanziari                                                                              |
| Mexicana                           | Messico     | 10 novembre 2009 | 28 agosto 2010  | — | Sospese le operazioni di volo il 28 agosto 2010 per problemi finanziari; fino al 2017 è stata indicata dall'alleanza come membro inattivo. |
| S7 Airlines                        | Russia      | 15 novembre 2010 | 18 aprile 2022  | Globus Airlines                                                                                          | |
| Trans World Airlines               | Stati Uniti | N/A              | 1 dicembre 2001 | — | Cessò le operazioni di volo il 1º dicembre 2001 per fondersi con l'American Airlines.                                                      |

| Member affiliates           | Paese           | Ingresso | Uscita | Member airline    |
| --------------------------- | --------------- | -------- | ------ | ----------------- |
| Aero Airlines               | Estonia         | 2002     | 2008   | Finnair           |
| Air Liberté                 | Francia         | 1999     | 2000   | British Airways   |
| Airconnex                   | Australia       | 2001     | 2004   | Qantas            |
| AmericanConnection          | Stati Uniti     | 2001     | 2014   | American Airlines |
| Australian Airlines         | Australia       | 2002     | 2006   | Qantas            |
| BA Connect                  | Regno Unito     | 1999     | 2007   | British Airways   |
| BMED                        | Regno Unito     | 1999     | 2007   | British Airways   |
| Deutsche BA                 | Germania        | 1999     | 2006   | British Airways   |
| FlyNordic                   | Svezia          | 2003     | 2007   | Finnair           |
| GB Airways                  | Regno Unito     | 1999     | 2008   | British Airways   |
| JAL Express                 | Giappone        | 2007     | 2014   | JAL Airlines      |
| JALways                     | Giappone        | 2007     | 2010   | Japan Airlines    |
| Japan Asia Airways          | Giappone        | 2007     | 2008   | Japan Airlines    |
| LAN Dominicana              | Rep. Dominicana | 2003     | 2005   | LAN Airlines      |
| Loganair                    | Regno Unito     | 1999     | 2008   | British Airways   |
| OpenSkies                   | Francia         | 2008     | 2020   | British Airways   |
| Qantas New Zealand          | Nuova Zelanda   | 2000     | 2001   | Qantas            |
| Regional Air                | Kenya           | 2001     | 2005   | British Airways   |
| Southern Australia Airlines | Australia       | 1999     | 2002   | Qantas            |
| US Airways                  | Stati Uniti     | 2014     | 2015   | American Airlines |
| US Airways Express          | Stati Uniti     | 2014     | 2015   | American Airlines |
| US Airways Shuttle          | Stati Uniti     | 2014     | 2015   | American Airlines |

## Programmi frequent flyer
La tabella seguente indica gli status dei programmi frequent flyer di ogni compagnia e i corrispondenti status di oneworld:
|                    |                       | Status oneworld | Status oneworld                     | Status oneworld                         |
| Compagnia aerea    | Nome programma        | Ruby            | Sapphire                            | Emerald                                 |
| ------------------ | --------------------- | --------------- | ----------------------------------- | --------------------------------------- |
| Alaska Airlines    | Mileage Plan          | Silver          | Gold                                | Black                                   |
| American Airlines  | AAdvantage            | Gold            | Platinum                            | Platinum Pro Executive Platinum         |
| British Airways    | Executive Club        | Bronze          | Silver                              | Gold Gold Guest List Premiere           |
| Cathay Pacific     | Cathay                | Silver          | Gold                                | Diamond Diamond Plus Invitation         |
| Fiji Airways       | AAdvantage            | Gold            | Platinum                            | Platinum Pro Executive Platinum         |
| Finnair            | Finnair Plus          | Silver          | Gold                                | Platinum                                |
| Iberia             | Iberia Plus           | Silver          | Gold                                | Platinum Club Fiesta                    |
| Japan Airlines     | JAL Mileage Bank      | Crystal         | Sapphire                            | Diamond                                 |
| Japan Airlines     | JAL Global Club       | —               | JGC member JGC Crystal JGC Sapphire | JGC Diamond JGC Premier                 |
| Malaysia Airlines  | Enrich                | Silver          | Gold                                | Platinum                                |
| Oman Air           | Sindbad               | —               | Gold                                | Silver                                  |
| Qantas             | Qantas Frequent Flyer | Silver          | Gold                                | Platinum Platinum One Chairman's Lounge |
| Qatar Airways      | Privilege Club        | Silver          | Gold                                | Platinum                                |
| Royal Air Maroc    | Safar Flyer           | Gold            | Bronze                              | Diamond                                 |
| Royal Jordanian    | Royal Plus            | Silver          | Gold                                | Platinum                                |
| SriLankan Airlines | FlySmiLes             | Classic         | Gold                                | Platinum                                |